# Charles Duncan
Charles Duncan est un navigateur et explorateur britannique du XVIIIe siècle.

## Biographie
Au service de la King George's Sound Company (en), il commande le Princess Royal et explore toute la zone des îles Vancouver et de la Reine-Charlotte en Colombie-Britannique (juillet 1787). Il y achète des fourrures aux autochtones qu'il revendra plus tard en Chine.
En 1790, convaincu de l'existence du passage du Nord-Ouest, il part de l'ouest de la baie d'Hudson et explore la région du Chesterfield Inlet (juillet 1792), sans résultat notable.
Désespéré de l'échec de sa mission, il est rapatrié en Angleterre en ayant perdu la raison. Il fait alors plusieurs tentatives de suicide. Sa trace se perd après 1818.